# Молодіжний чемпіонат Південної Америки з футболу 2013
Молодіжний чемпіонат Південної Америки з футболу 2013 року (ісп. CONMEBOL Sudamericano Sub-20 2013) — 26-ий розіграш молодіжного чемпіонату Південної Америки з футболу, який проходив під егідою КОНМЕБОЛ в Аргентині з 9 січня по 3 лютого 2013 року.
Турнір паралельно служив кваліфікацією для молодіжного чемпіонату світу 2013 року і Колумбія, Парагвай, Уругвай та Чилі, які посіли перші чотири місця, кваліфікувались на «мундіаль».

## Команди
Усі десять молодіжних збірних, що входять до КОНМЕБОЛ, взяли участь у турнірі.
| Збірна                    | Участей | Найкращий результат                   |
| ------------------------- | ------- | ------------------------------------- |
| Аргентина (господар)      | 24      | Чемпіонство (4 рази, востаннє 2003)   |
| Болівія                   | 21      | 4 місце (2 рази, востаннє 1983)       |
| Бразилія (діючий чемпіон) | 25      | Чемпіонство (11 разів, востаннє 2011) |
| Чилі                      | 26      | 2 місце (1 раз, 1975)                 |
| Колумбія                  | 24      | Чемпіонство (2 рази, востаннє 2005)   |
| Еквадор                   | 21      | 3 місце (3 рази, востаннє 2011)       |
| Парагвай                  | 24      | Чемпіонство (1 раз, 1971)             |
| Перу                      | 25      | 4 місце (2 рази, востаннє 1971)       |
| Уругвай                   | 25      | Чемпіонство (7 разів, востаннє 1981)  |
| Венесуела                 | 22      | 3 місце (1 раз, 1954)                 |

## Стадіони
Аргентина була обрана країною-господарем турніру 18 березня 2011 року на засіданні виконавчого комітету КОНМЕБОЛ, яке відбулося в Луке, Парагвай. Матчі проходили на 2-х стадіонах у 2 містах:
| Мендоса                    | Мендоса Сан-Хуан |
| -------------------------- | ---------------- |
| Мальвінас Архентінас       | Мендоса Сан-Хуан |
| Місткість: 40,268          | Мендоса Сан-Хуан |
|                            | Мендоса Сан-Хуан |
| Сан-Хуан                   | Мендоса Сан-Хуан |
| Сан-Хуан дель Бісентенаріо | Мендоса Сан-Хуан |
| Місткість: 25,000          | Мендоса Сан-Хуан |
|                            | Мендоса Сан-Хуан |

## Склади
Кожна команда мала зареєструвати заявку з 22 гравців (троє з яких повинні бути воротарями).

## Арбітри
Суддівська рада КОНМЕБОЛ вибрала наступних суддів і помічників суддів для роботи на турнірі:
- Патрісіо Лоустау
Асистент: Дієго Бонфа
- Рауль Ороско
Асистент: Вільсон Арельяно
- Сандро Річчі
Асистент: Марсело Ван Гассе
- Хуліо Баскуньян
Асистент: Карлос Астроса
- Ернандо Буїтраго
Асистент: Вільмар Наварро
- Карлос Вера
Асистент: Байрон Ромеро
- Енріке Касерес
Асистент: Даріо Гаона
- Віктор Каррільйо
Асистент: Рауль Лопес
- Даніель Федорчук
Асистент: Ніколас Таран
- Марлон Ескаланте
Асистент: Карлос Лопес

## Перший етап
Три найкращі команди в кожній групі проходили до фінального етапу.
Вказано місцевий час (UTC−3).

### Група A
| Поз | Команда   | І | В | Н | П | ГЗ | ГП | РГ  | О  | Кваліфікація |
| --- | --------- | - | - | - | - | -- | -- | --- | -- | ------------ |
| 1   | Чилі      | 4 | 4 | 0 | 0 | 8  | 3  | +5  | 12 |              |
| 2   | Колумбія  | 4 | 2 | 0 | 2 | 10 | 5  | +5  | 6  |              |
| 3   | Парагвай  | 4 | 2 | 0 | 2 | 9  | 6  | +3  | 6  |              |
| 4   | Аргентина | 4 | 1 | 1 | 2 | 6  | 7  | −1  | 4  |              |
| 5   | Болівія   | 4 | 0 | 1 | 3 | 3  | 15 | −12 | 1  |              |

| 9 січня 2013 20:00 |

| Парагвай | 0–1      | Колумбія    |
| -------- | -------- | ----------- |
|          | Протокол | Кордоба 35' |

| Мальвінас Архентінас, Мендоса Глядачів: 3,000 Арбітр: Карлос Вера (Еквадор) |

| 9 січня 2013 22:15 |

| Аргентина | 0–1      | Чилі          |
| --------- | -------- | ------------- |
|           | Протокол | Кастільйо 21' |

| Мальвінас Архентінас, Мендоса Глядачів: 30,000 Арбітр: Сандро Річчі (Бразилія) |

| 11 січня 2013 20:00 |

| Аргентина  | 1–2      | Парагвай                  |
| ---------- | -------- | ------------------------- |
| В'єтто 37' | Протокол | Гонсалес 60' Домінгес 67' |

| Мальвінас Архентінас, Мендоса Глядачів: 20,000 Арбітр: Віктор Каррільйо (Перу) |

| 11 січня 2013 22:15 |

| Чилі                     | 2–0      | Болівія |
| ------------------------ | -------- | ------- |
| Кастільйо 54' Куевас 93' | Протокол |         |

| Мальвінас Архентінас, Мендоса Глядачів: 5,000 Арбітр: Марлон Ескаланте (Венесуела) |

| 13 січня 2013 14:45 |

| Чилі                    | 2–1      | Колумбія           |
| ----------------------- | -------- | ------------------ |
| Куевас 6' Ліхновскі 31' | Протокол | Кінтеро 83' (пен.) |

| Мальвінас Архентінас, Мендоса Глядачів: 10,000 Арбітр: Карлос Вера (Еквадор) |

| 13 січня 2013 20:00 |

| Аргентина             | 2–2      | Болівія                        |
| --------------------- | -------- | ------------------------------ |
| Мелано 48' В'єтто 65' | Протокол | Бехарано 12' Варгас 87' (пен.) |

| Мальвінас Архентінас, Мендоса Глядачів: 13,000 Арбітр: Даніель Федорчук (Уругвай) |

| 15 січня 2013 20:00 |

| Парагвай                 | 2–3      | Чилі                                   |
| ------------------------ | -------- | -------------------------------------- |
| Гонсалес 8' Альборно 54' | Протокол | Рохас 23' Матурана 37' Контрерас 90+1' |

| Мальвінас Архентінас, Мендоса Глядачів: 7,000 Арбітр: Марлон Ескаланте (Венесуела) |

| 15 січня 2013 22:15 |

| Колумбія                                       | 6–0      | Болівія |
| ---------------------------------------------- | -------- | ------- |
| Борха 45', 52', 57' Ньєто 50' Кордоба 75', 86' | Протокол |         |

| Мальвінас Архентінас, Мендоса Глядачів: 3,000 Арбітр: Сандро Річчі (Бразилія) |

| 17 січня 2013 17:45 |

| Парагвай                                       | 5–1      | Болівія    |
| ---------------------------------------------- | -------- | ---------- |
| Гомес 8' Гонсалес 31' Перес 62', 64' Рохас 68' | Протокол | Варгас 57' |

| Мальвінас Архентінас, Мендоса Глядачів: 1,000 Арбітр: Даніель Федорчук (Уругвай) |

| 17 січня 2013 20:00 |

| Аргентина                              | 3–2      | Колумбія              |
| -------------------------------------- | -------- | --------------------- |
| Руїс 13' (пен.) Ітурбе 46' Альйоне 69' | Протокол | Переа 50' Кінтеро 74' |

| Мальвінас Архентінас, Мендоса Глядачів: 8,000 Арбітр: Віктор Каррільйо (Перу) |

### Група B
| Поз | Команда   | І | В | Н | П | ГЗ | ГП | РГ | О | Кваліфікація |
| --- | --------- | - | - | - | - | -- | -- | -- | - | ------------ |
| 1   | Перу      | 4 | 2 | 1 | 1 | 7  | 5  | +2 | 7 |              |
| 2   | Уругвай   | 4 | 1 | 3 | 0 | 10 | 9  | +1 | 6 |              |
| 3   | Еквадор   | 4 | 1 | 2 | 1 | 5  | 5  | 0  | 5 |              |
| 4   | Венесуела | 4 | 1 | 1 | 2 | 3  | 4  | −1 | 4 |              |
| 5   | Бразилія  | 4 | 1 | 1 | 2 | 4  | 6  | −2 | 4 |              |

| 10 січня 2013 20:00 |

| Бразилія      | 1–1      | Еквадор      |
| ------------- | -------- | ------------ |
| Леон 38' (аг) | Протокол | Парралес 28' |

| Сан-Хуан дель Бісентенаріо, Сан-Хуан Глядачів: 500 Арбітр: Ернандо Буїтраго (Колумбія) |

| 10 січня 2013 22:15 |

| Уругвай                            | 3–3      | Перу                                     |
| ---------------------------------- | -------- | ---------------------------------------- |
| Лопес 40' Бентанкурт 53' Ролан 55' | Протокол | Рейна 19' Гомес 44' Бенавенте 87' (пен.) |

| Сан-Хуан дель Бісентенаріо, Сан-Хуан Глядачів: 400 Арбітр: Енріке Касерес (Парагвай) |

| 12 січня 2013 20:00 |

| Бразилія                   | 2–3      | Уругвай                                |
| -------------------------- | -------- | -------------------------------------- |
| Фред 70' Маркос Жуніор 72' | Протокол | Лаксальт 5' Ролан 47' (пен.) Лопес 90' |

| Сан-Хуан дель Бісентенаріо, Сан-Хуан Глядачів: 300 Арбітр: Патрісіо Лоустау (Аргентина) |

| 12 січня 2013 22:15 |

| Еквадор | 0–1      | Венесуела    |
| ------- | -------- | ------------ |
|         | Протокол | Мартінес 28' |

| Сан-Хуан дель Бісентенаріо, Сан-Хуан Глядачів: 300 Арбітр: Рауль Ороско (Болівія) |

| 14 січня 2013 20:00 |

| Перу                 | 1–0      | Венесуела |
| -------------------- | -------- | --------- |
| Бенавенте 36' (пен.) | Протокол |           |

| Сан-Хуан дель Бісентенаріо, Сан-Хуан Глядачів: 700 Арбітр: Хуліо Баскуньян (Чилі) |

| 14 січня 2013 22:15 |

| Уругвай              | 2–2      | Еквадор                  |
| -------------------- | -------- | ------------------------ |
| Лопес 19' Агірре 85' | Протокол | Естерілья 46' Груесо 55' |

| Сан-Хуан дель Бісентенаріо, Сан-Хуан Глядачів: 1,000 Арбітр: Ернандо Буїтраго (Колумбія) |

| 16 січня 2013 20:00 |

| Бразилія                   | 1–0      | Венесуела |
| -------------------------- | -------- | --------- |
| Феліпе Андерсон 45' (пен.) | Протокол |           |

| Сан-Хуан дель Бісентенаріо, Сан-Хуан Глядачів: 950 Арбітр: Рауль Ороско (Болівія) |

| 16 січня 2013 22:15 |

| Еквадор                     | 2–1      | Перу            |
| --------------------------- | -------- | --------------- |
| Естерілья 79' Севальйос 83' | Протокол | Деса 65' (пен.) |

| Сан-Хуан дель Бісентенаріо, Сан-Хуан Глядачів: 1,200 Арбітр: Енріке Касерес (Парагвай) |

| 18 січня 2013 17:45 |

| Уругвай                    | 2–2      | Венесуела               |
| -------------------------- | -------- | ----------------------- |
| Ролан 25' (пен.) Лопес 59' | Протокол | Мартінес 20' Аньйор 47' |

| Сан-Хуан дель Бісентенаріо, Сан-Хуан Глядачів: 5,000 Арбітр: Хуліо Баскуньян (Чилі) |

| 18 січня 2013 20:00 |

| Бразилія | 0–2      | Перу                   |
| -------- | -------- | ---------------------- |
|          | Протокол | Рейна 23' Флорес 90+1' |

| Сан-Хуан дель Бісентенаріо, Сан-Хуан Глядачів: 2,000 Арбітр: Патрісіо Лоустау (Аргентина) |

## Фінальний етап
| Поз | Команда  | І | В | Н | П | ГЗ | ГП | РГ | О  | Кваліфікація |
| --- | -------- | - | - | - | - | -- | -- | -- | -- | ------------ |
| 1   | Колумбія | 5 | 4 | 0 | 1 | 6  | 3  | +3 | 12 |              |
| 2   | Парагвай | 5 | 3 | 1 | 1 | 7  | 4  | +3 | 10 |              |
| 3   | Уругвай  | 5 | 3 | 0 | 2 | 5  | 3  | +2 | 9  |              |
| 4   | Чилі     | 5 | 2 | 1 | 2 | 7  | 6  | +1 | 7  |              |
| 5   | Перу     | 5 | 1 | 2 | 2 | 6  | 8  | −2 | 5  |              |
| 6   | Еквадор  | 5 | 0 | 0 | 5 | 4  | 11 | −7 | 0  |              |

| 20 січня 2013 17:30 |

| Чилі         | 1–3 | Парагвай                           |
| ------------ | --- | ---------------------------------- |
| Кастільйо 9' |     | Гонсалес 59' Перес 77' Кардосо 81' |

| Мальвінас Архентінас, Мендоса Глядачів: 2,000 Арбітр: Патрісіо Лоустау (Аргентина) |

| 20 січня 2013 19:45 |

| Перу      | 1–3 | Уругвай                            |
| --------- | --- | ---------------------------------- |
| Рейна 42' |     | Формільяно 12' Лопес 68' Ролан 88' |

| Мальвінас Архентінас, Мендоса Глядачів: 1,000 Арбітр: Карлос Вера (Еквадор) |

| 20 січня 2013 22:00 |

| Колумбія              | 2–1 | Еквадор      |
| --------------------- | --- | ------------ |
| Ньєто 50' Кінтеро 70' |     | Парралес 85' |

| Мальвінас Архентінас, Мендоса Глядачів: 1,000 Арбітр: Енріке Касерес (Парагвай) |

| 23 січня 2013 17:30 |

| Чилі                                              | 4–1 | Еквадор       |
| ------------------------------------------------- | --- | ------------- |
| Кастільйо 18' Рубіо 28' (пен.) Баеса 75' Мора 83' |     | Естерілья 69' |

| Мальвінас Архентінас, Мендоса Глядачів: 3,000 Арбітр: Віктор Каррільйо (Перу) |

| 23 січня 2013 19:45 |

| Перу       | 1–1 | Парагвай   |
| ---------- | --- | ---------- |
| Араухо 28' |     | Алонсо 82' |

| Мальвінас Архентінас, Мендоса Глядачів: 1,000 Арбітр: Рауль Ороско (Болівія) |

| 23 січня 2013 22:00 |

| Колумбія    | 1–0 | Уругвай |
| ----------- | --- | ------- |
| Кордоба 38' |     |         |

| Мальвінас Архентінас, Мендоса Глядачів: 2,400 Арбітр: Сандро Річчі (Бразилія) |

| 27 січня 2013 17:30 |

| Чилі | 0–1 | Уругвай   |
| ---- | --- | --------- |
|      |     | Буено 64' |

| Мальвінас Архентінас, Мендоса Глядачів: 5,000 Арбітр: Марлон Ескаланте (Венесуела) |

| 27 січня 2013 19:45 |

| Перу | 0–1 | Колумбія           |
| ---- | --- | ------------------ |
|      |     | Кінтеро 18' (пен.) |

| Мальвінас Архентінас, Мендоса Глядачів: 1,800 Арбітр: Патрісіо Лоустау (Аргентина) |

| 27 січня 2013 22:00 |

| Парагвай       | 1–0 | Еквадор |
| -------------- | --- | ------- |
| Вільямайор 86' |     |         |

| Мальвінас Архентінас, Мендоса Глядачів: 1,000 Арбітр: Ернандо Буїтраго (Колумбія) |

| 30 січня 2013 17:30 |

| Чилі                 | 1–0 | Колумбія |
| -------------------- | --- | -------- |
| Кастільйо 45' (пен.) |     |          |

| Мальвінас Архентінас, Мендоса Глядачів: 6,000 Арбітр: Рауль Ороско (Болівія) |

| 30 січня 2013 19:45 |

| Перу                    | 3–2 | Еквадор                  |
| ----------------------- | --- | ------------------------ |
| Рейна 28', 34' Поло 83' |     | Учуарі 52' Естерілья 70' |

| Мальвінас Архентінас, Мендоса Глядачів: 2,000 Арбітр: Марлон Ескаланте (Венесуела) |

| 30 січня 2013 22:00 |

| Парагвай   | 1–0 | Уругвай |
| ---------- | --- | ------- |
| Алонсо 59' |     |         |

| Мальвінас Архентінас, Мендоса Арбітр: Сандро Річчі (Бразилія) |

| 3 лютого 2013 17:15 |

| Уругвай  | 1–0 | Еквадор |
| -------- | --- | ------- |
| Лопес 5' |     |         |

| Мальвінас Архентінас, Мендоса Глядачів: 7,000 Арбітр: Ернандо Буїтраго (Колумбія) |

| 3 лютого 2013 19:15 |

| Чилі         | 1–1 | Перу      |
| ------------ | --- | --------- |
| Рабельйо 34' |     | Флорес 7' |

| Мальвінас Архентінас, Мендоса Глядачів: 18,000 Арбітр: Енріке Касерес (Парагвай) |

| 3 лютого 2013 21:15 |

| Колумбія                | 2–1 | Парагвай  |
| ----------------------- | --- | --------- |
| Кінтеро 24' Вергара 54' |     | Рохас 88' |

| Мальвінас Архентінас, Мендоса Глядачів: 5,000 Арбітр: Патрісіо Лоустау (Аргентина) |

## Переможець
| Молодіжний чемпіонат Південної Америки з футболу 2013 |
| ----------------------------------------------------- |
| Колумбія 3 титул                                      |

## Найкращі бомбардири
6 голів
- Ніколас Лопес

5 голів
- Хуан Кінтеро
- Ніколас Кастільйо
- Йорді Рейна

4 голи
- Дерліс Гонсалес
- Дієго Ролан
- Джон Кордоба
- Елі Естерілья

3 голи
- Мігель Борха
- Матіас Родріго Перес

2 голи
- Лусіано В'єтто
- Родріго Варгас
- Крістіан Куевас
- Хуан Пабло Ньєто
- Мігель Парралес
- Крістіан Бенавенте
- Едісон Флорес
- Хосеф Мартінес
- Хуніор Алонсо

1 гол
- Агустін Альйоне
- Хуан Ітурбе
- Лукас Мелано
- Алан Руїс
- Данні Бехарано
- Феліпе Андерсон
- Фред
- Маркос Жуніор
- Алехандро Контрерас
- Клаудіо Баеса
- Дієго Рохас
- Дієго Рубіо
- Феліпе Мора
- Ігор Ліхновскі
- Ніколас Матурана
- Браян Рабельйо
- Браян Переа
- Джерсон Вергара
- Карлос Груесо
- Хосе Севальйос Енрікес
- Родріго Альборно
- Анхель Кардосо
- Сесіліо Домінгес
- Густаво Гомес
- Хорхе Луїс Рохас
- Хеан Деса
- Мігель Араухо
- Алексі Гомес
- Енді Поло
- Родріго Агірре
- Дієго Лаксальт
- Рубен Бентанкурт
- Фабрісіо Формільяно
- Хуан Пабло Аньйор

Автогол
- Луїс Леон Бермео (проти Бразилії)